# Cleofás Cedillo
General Cleofás Cedillo Martínez fue un militar mexicano que participó en la Revolución mexicana. Nació en estación Palomas, Ciudad del Maíz, San Luis Potosí, en 1889. Se unió al movimiento maderista, pero luego, en 1912, combatió en su zona a favor del General Pascual Orozco. Reconoció efímeramente al huertismo pero luego lo combatió en su zona. Apoyó a Venustiano Carranza, a pesar de sus conflictos con varios jefes carrancistas del estado, siendo el General Juan G. Barragán con quien tuvo más enfrentamientos de este tipo. En la Convención de Aguascalientes siguió a los convencionistas y optó por el Villismo. Tuvo una brillante actuación durante la Batalla de El Ébano, a mediados de 1915, donde fue herido; murió el 31 de diciembre de ese año en San Luis Potosí a consecuencia de las grandes heridas que le dejó esa batalla ese mismo año.